# Trần Ngọc Định

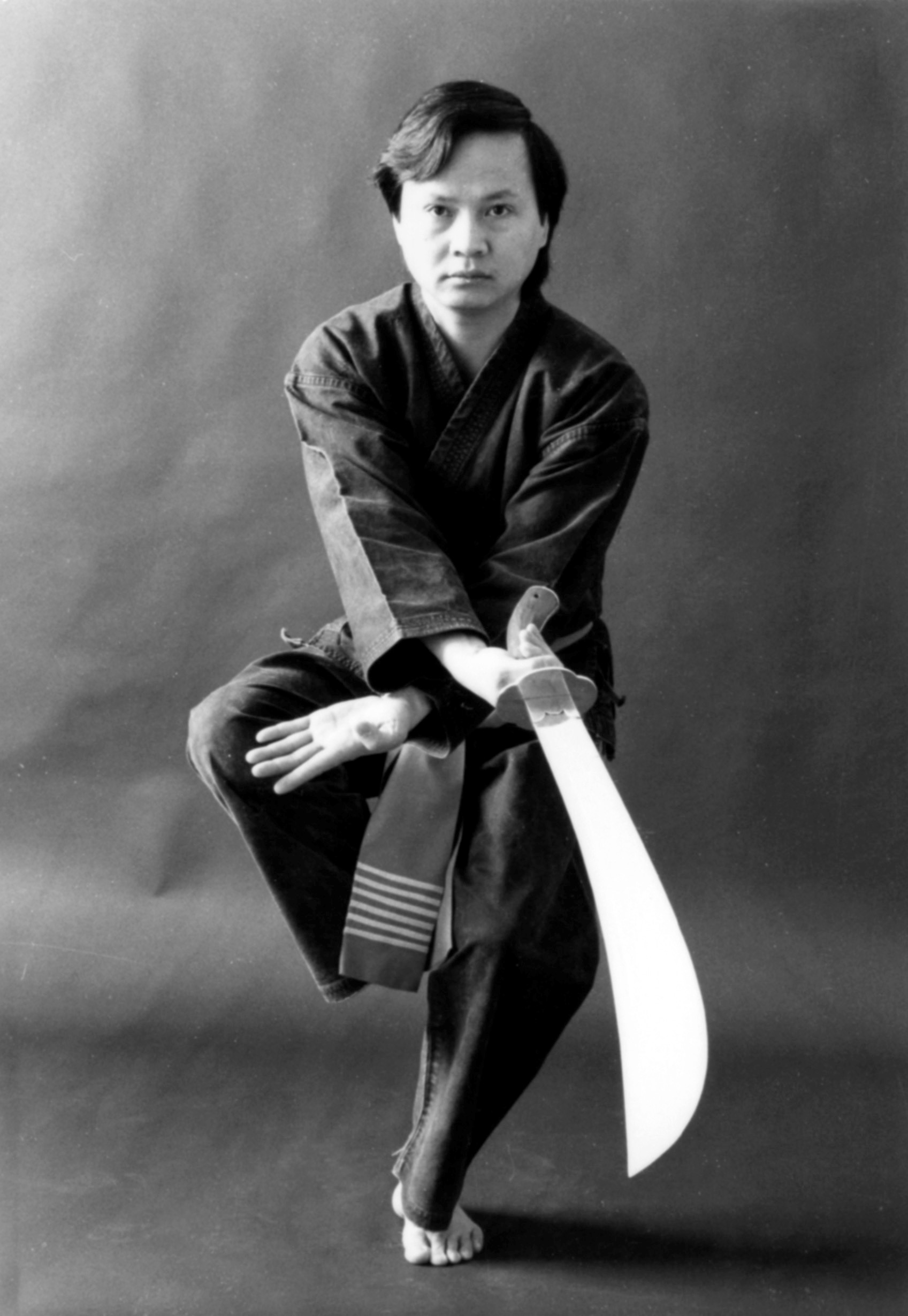
Il Maestro Trần Ngọc Định

Trần Ngọc Định (Nam Định, 29 dicembre 1951) è un artista marziale vietnamita. Maestro di arti marziali vietnamite e cinesi, di nazionalità italiana, fondatore della scuola di arti marziali Việt Anh Môn (la luminosa porta dell'arte marziale vietnamita), monaco buddista di tradizione tibetana con il nome di Gyalten Choyal.

## Biografia
Nel 1954 a Vĩnh Long, nel Sud Vietnam, comincia ad apprendere i primi rudimenti delle arti marziali vietnamite, seguendo l’insegnamento dello zio.
Nel 1964 a Saigon inizia lo studio del taekwondo, nel quale raggiungerà il grado di VI dan ITF(International Taekwondo Federation).
Nel 1971 si trasferisce in Italia per proseguire gli studi universitari e insegna taekwondo fino al 1976, quando entra a far parte della neonata Federazione Internazionale Việt Võ Đạo, che riuniva i principali maestri vietnamiti di arti marziali operanti in Europa.
Nel 1980 lascia la Federazione Internazionale per continuare il suo personale percorso di ricerca nell’ambito delle arti marziali vietnamite e cinesi. Nei suoi viaggi di studio in Vietnam entra in contatto con i più importanti maestri anziani di arti marziali tradizionali, a Città Ho Chi Minh e ad Hanoi. Sotto la loro guida si dedica allo studio approfondito dei principali stili vietnamiti e sino-vietnamiti:
- il Võ Bình Định con il maestro Trương Thanh Đăng (1895-1985), fondatore della scuola Sa Long Cương;

- il Võ Đang Lục Hợp (Wu Dang Liu He) con il maestro Tạ Nam (morto nel 2008), che diventa il suo Sư Phụ (maestro-padre) e lo introduce nella comunità cinese;
- il Thiếu Lâm Châu Gia (Zhoujiaquan) con il maestro Súi Dậu (morto nel 1990), allievo diretto del maestro Lưu Phú;

- il Bạch Mi (Baimeiquan) con il maestro Diệp Quốc Lương (morto nel 1991), allievo diretto del maestro Tăng Huệ Bác;
- il Thái Cực Đường Lang (Taiji Tanglangquan) con la maestra Trần Tố Nữ (morta nel 2016), allieva diretta del maestro Triệu Trúc Khê;
- il Vĩnh Xuân (Wing Chun) con il maestro Ngô Sĩ Quý (1922-1997), allievo diretto del maestro Nguyễn Tế Công.

In riconoscimento delle sue capacità e conoscenze, nella comunità cinese di Città Ho Chi Minh gli viene dato il "nome d'arte" Trần Kim Long (Tran “drago d’oro”): decide quindi di fondare la sua Scuola, denominata inizialmente scuola Kim Long.
Negli anni ottanta e novanta del XX secolo si adopera per far conoscere la sua scuola in Italia e in Europa: in un periodo in cui non ci sono ancora Internet e i social network, nasce una collaborazione con la casa editrice Sport Promotion, che dà origine a contributi editoriali per le riviste Samurai/Banzai, alla partecipazione a diverse edizioni della Pasqua del Budo (galà itinerante di arti marziali) e alla pubblicazione di un libro sul Việt Võ Đạo, stile Võ Bình Ðịnh.
L’esperienza maturata lo conduce alla fondazione nel 1998 della scuola Việt Anh Môn (la luminosa porta dell'arte marziale vietnamita), che rappresenta la sintesi di un lungo percorso di ricerca, la sua “Via” (Đạo) e il suo lascito dal punto di vista tecnico e filosofico alle future generazioni di allievi. Dopo aver preso i voti nel 2008, al momento dedica la sua vita prevalentemente alla pratica buddista di tradizione tibetana.